# Ptyas velkooký
Ptyas velkooký, též známý jako darash nebo dhaman, je běžný nejedovatý druh z čeledi užovkovitých. Žije v částech jižní a jihovýchodní Asie.

## Popis
Jedná se o velké hady, v dospělosti většinou dorůstají od 1,5 do 1,95 metru. Rekordní délka pro tento druh je 3,7 metru. I přes jejich délku jsou tito hadi velmi úzcí. Jedinci dlouzí až 2 metry mají typicky v obvodu kolem 4 až 6 centimetrů. Navíc průměrná váha jedinců chycených na Jávě byla 877 až 940 gramů, ovšem větší samci delší než 2,3 metru (samci jsou větší než samice) normálně váží až 2,5 kilogramu. Jejich barva se liší na základě prostředí, v sušších oblastech mají barvu dohněda, zatímco ve vlhkých zalesněných oblastech mají téměř černou barvu. Jedná se o druh aktivní ve dne, schopný pohybu po stromech, nejedovatý a rychle se pohybující. Ptyasové se živí množstvím menší kořisti, proto se často vyskytují v urbanizovaných oblastech, kde se daří hlodavcům.

## Výskyt
Ptyas velkooký se vyskytuje v Afghánistánu, na Andamanech a Nikobarech, v Bangladéši, Myanmaru, Kambodže, Číně (provincie: Če-ťiang, Chu-pej, Ťiang-si, Fu-ťien, Kuang-tung, Chaj-nan, Kuang-si, Jün-nan, Tibet, Hongkong), na Tchaj-wanu, na Srí Lance, v Indii, Indonésii (Sumatra, Jáva, Bali), Íránu, Laosu, Západní Malajsii, Nepálu, Pákistánu (oblast Sindh), Thajsku, Turkmenistánu a Vietnamu.

## Predátoři
Dospělý ptyas velkooký nemá žádné přirozené predátory. Mladší jedinci jsou však přirozenou kořistí kobry královské. Mláďata si musí dávat pozor na dravce, větší plazy a středně velké savce. Jsou to opatrní, pohotoví a velmi rychlí hadi.

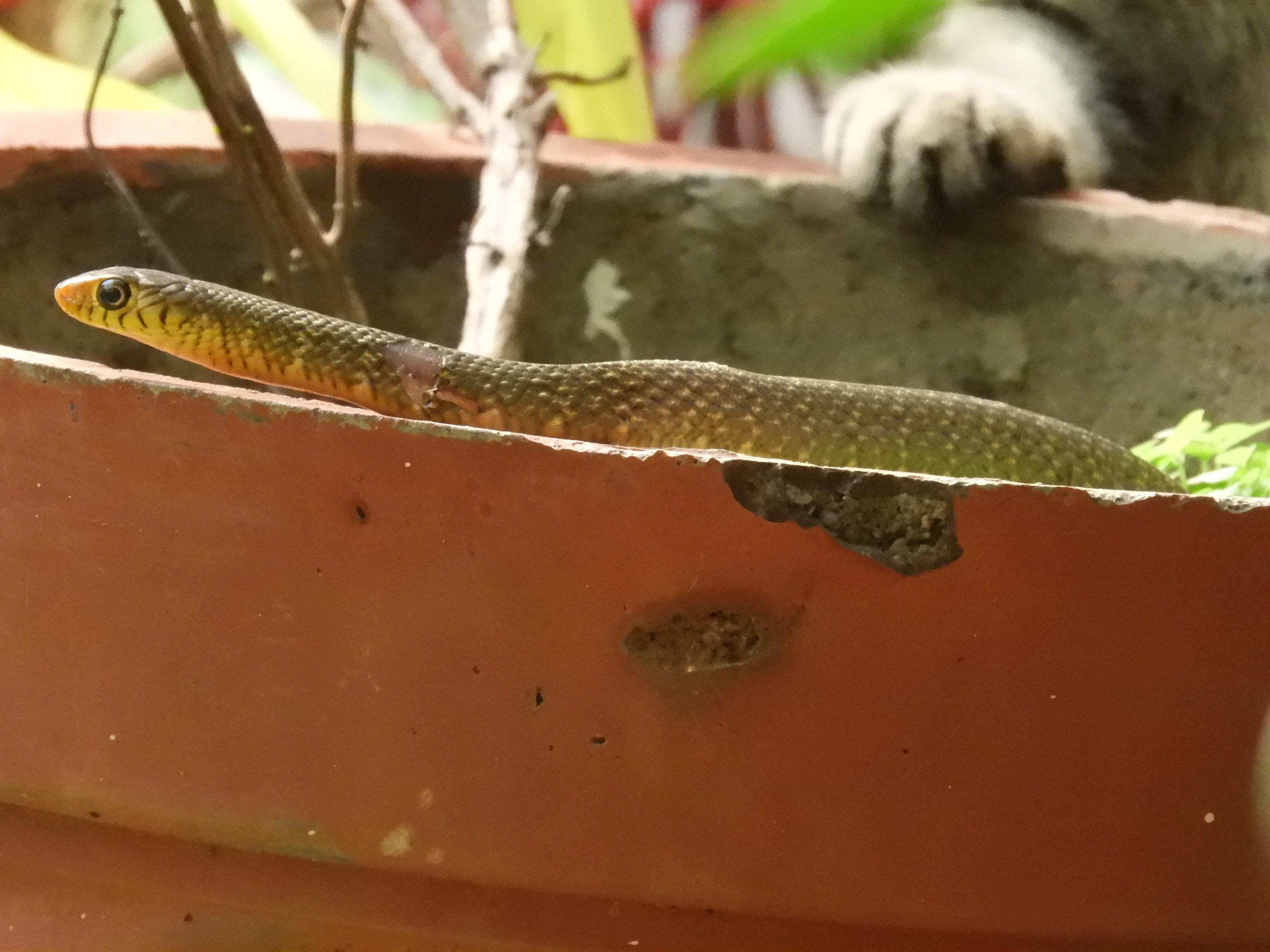
Mladý ptyas se škrábnutím od pouliční kočky

V některých částech jejich oblasti výskytu jsou hojně loveni lidmi pro kůži a maso. V Číně a Indonésii existují regulace na chov a prodej těchto hadů, avšak jsou velmi často zanedbávány.